# Skiff masculin aux Jeux olympiques d'été de 2012
Navigation
Pékin 2008 Rio de Janeiro 2016
L'épreuve masculine de skiff des Jeux olympiques d'été 2012 de Londres s'est déroulé sur le Dorney Lake du 28 juillet au 3 août 2012.

## Horaires
Les temps sont donnés en British Summer Time (UTC+1)
| Date                     | Temps   | Série           |
| ------------------------ | ------- | --------------- |
| Samedi 28 juillet 2012   | 12 h 30 | Éliminatoires   |
| Dimanche 29 juillet 2012 | 9 h 50  | Repêchages      |
| Mardi 31 juillet 2012    | 9 h 30  | Demi-finale E/F |
| Mardi 31 juillet 2012    | 10 h 40 | Quart de finale |
| Mercredi 1er août 2012   | 9 h 30  | Demi-finale C/D |
| Mercredi 1er août 2012   | 11 h 20 | Demi-finale A/B |
| Vendredi 3 août 2012     | 9 h 30  | Finale F        |
| Vendredi 3 août 2012     | 9 h 40  | Finale E        |
| Vendredi 3 août 2012     | 9 h 50  | Finale D        |
| Vendredi 3 août 2012     | 10 h 00 | Finale C        |
| Vendredi 3 août 2012     | 10 h 40 | Finale B        |
| Vendredi 3 août 2012     | 12 h 30 | Finale A        |

## Médaillés
| Or            | Argent       | Bronze        |
| Mahe Drysdale | Ondřej Synek | Alan Campbell |

## Résultats

### Éliminatoires
Les trois premiers de chaque série sont qualifiés pour les quarts de finale, les autres vont en repêchage.

#### Série 1
| Rang | Rameur                | Pays     | Temps         | Notes |
| ---- | --------------------- | -------- | ------------- | ----- |
| 1    | Tim Maeyens           | Belgique | 6 min 42 s 52 | Q, MO |
| 2    | Ángel Fournier        | Cuba     | 6 min 46 s 35 | Q     |
| 3    | Patrick Loliger Salas | Mexique  | 6 min 51 s 78 | Q     |
| 4    | Sawarn Singh          | Inde     | 6 min 54 s 04 | R     |
| 5    | Óscar Vásquez         | Chili    | 7 min 06 s 33 | R     |
| 6    | Mohsen Shadi          | Iran     | 7 min 27 s 42 | R     |

#### Série 2
| Rang | Rameur              | Pays      | Temps         | Notes |
| ---- | ------------------- | --------- | ------------- | ----- |
| 1    | Marcel Hacker       | Allemagne | 6 min 43 s 80 | Q     |
| 2    | Santiago Fernández  | Argentine | 6 min 46 s 03 | Q     |
| 3    | Henrik Stephansen   | Danemark  | 6 min 46 s 32 | Q     |
| 4    | Mindaugas Griskonis | Lituanie  | 6 min 46 s 56 | R     |
| 5    | Víctor Aspillaga    | Pérou     | 7 min 13 s 79 | R     |
| 6    | So Sau Wah          | Hong Kong | 7 min 15 s 91 | R     |

#### Série 3
| Rang | Rameur                 | Pays        | Temps         | Notes |
| ---- | ---------------------- | ----------- | ------------- | ----- |
| 1    | Lassi Karonen          | Suède       | 6 min 45 s 42 | Q     |
| 2    | Aleksandar Aleksandrov | Azerbaïdjan | 6 min 49 s 81 | Q     |
| 3    | Mathias Raymond        | Monaco      | 6 min 58 s 60 | Q     |
| 4    | Anderson Nocetti       | Brésil      | 7 min 03 s 78 | R     |
| 5    | James Fraser Mackenzie | Zimbabwe    | 7 min 16 s 83 | R     |
| 6    | Paul Etia Ndoumbe      | Cameroun    | 7 min 29 s 77 | R     |

#### Série 4
| Rang | Rameur                | Pays             | Temps         | Notes |
| ---- | --------------------- | ---------------- | ------------- | ----- |
| 1    | Mahé Drysdale         | Nouvelle-Zélande | 6 min 49 s 69 | Q     |
| 2    | Olaf Tufte            | Norvège          | 7 min 00 s 90 | Q     |
| 3    | Nour El-Din Hassanein | Égypte           | 7 min 06 s 17 | Q     |
| 4    | Roberto López         | Salvador         | 7 min 23 s 75 | R     |
| 5    | Hamadou Djibo Issaka  | Niger            | 8 min 25 s 56 | R     |

#### Série 5
| Rang | Rameur             | Pays            | Temps         | Notes |
| ---- | ------------------ | --------------- | ------------- | ----- |
| 1    | Alan Campbell      | Grande-Bretagne | 6 min 47 s 62 | Q     |
| 2    | Zhang Liang        | Chine           | 6 min 50 s 71 | Q     |
| 3    | Michał Słoma       | Pologne         | 6 min 54 s 58 | Q     |
| 4    | Kim Dong-Yong      | Corée du Sud    | 7 min 05 s 24 | R     |
| 5    | Vladislav Yakovlev | Kazakhstan      | 7 min 16 s 34 | R     |

#### Série 6
| Rang | Rameur            | Pays               | Temps         | Notes |
| ---- | ----------------- | ------------------ | ------------- | ----- |
| 1    | Ondřej Synek      | République tchèque | 6 min 53 s 23 | Q     |
| 2    | Mario Vekic       | Croatie            | 7 min 02 s 63 | Q     |
| 3    | Kenneth Jurkowski | États-Unis         | 7 min 08 s 49 | Q     |
| 4    | Wang Ming-Hui     | Taipei chinois     | 7 min 15 s 77 | R     |
| 5    | Aymen Mejri       | Tunisie            | 7 min 21 s 64 | R     |

### Repêchage
Les deux premiers de chaque course se qualifient pour les quarts de finale.

#### Repêchage 1
| Rang | Rameur            | Pays         | Temps         | Notes |
| ---- | ----------------- | ------------ | ------------- | ----- |
| 1    | Sawarn Singh      | Inde         | 7 min 00 s 49 | Q     |
| 2    | Kim Dong-Yong     | Corée du Sud | 7 min 03 s 91 | Q     |
| 3    | Víctor Aspillaga  | Pérou        | 7 min 10 s 54 |       |
| 4    | Aymen Mejri       | Tunisie      | 7 min 11 s 94 |       |
| 5    | Paul Etia Ndoumbe | Cameroun     | 7 min 24 s 15 |       |

#### Repêchage 2
| Rang | Rameur                 | Pays           | Temps         | Notes |
| ---- | ---------------------- | -------------- | ------------- | ----- |
| 1    | Mindaugas Griskonis    | Lituanie       | 7 min 00 s 19 | Q     |
| 2    | Mohsen Shadi           | Iran           | 7 min 11 s 55 | Q     |
| 3    | Wang Ming-Hui          | Taipei chinois | 7 min 16 s 84 |       |
| 4    | James Fraser Mackenzie | Zimbabwe       | 7 min 19 s 85 |       |
| 5    | Hamadou Djibo Issaka   | Niger          | 8 min 39 s 66 |       |

#### Repêchage 3
| Rang | Rameur             | Pays       | Temps         | Notes |
| ---- | ------------------ | ---------- | ------------- | ----- |
| 1    | Anderson Nocetti   | Brésil     | 7 min 07 s 17 | Q     |
| 2    | Óscar Vásquez      | Chili      | 7 min 09 s 12 | Q     |
| 3    | So Sau Wah         | Hong Kong  | 7 min 13 s 75 |       |
| 4    | Vladislav Yakovlev | Kazakhstan | 7 min 22 s 00 |       |
| 5    | Roberto López      | Salvador   | 7 min 27 s 75 |       |

### Quarts de finale
Les trois premiers de chaque quart de Finale se qualifient pour les demi-Finales.

#### Quart de finale 1
| Rang | Rameur              | Pays             | Temps         | Notes |
| ---- | ------------------- | ---------------- | ------------- | ----- |
| 1    | Mahé Drysdale       | Nouvelle-Zélande | 6 min 54 s 86 | Q     |
| 2    | Tim Maeyens         | Belgique         | 6 min 56 s 65 | Q     |
| 3    | Mindaugas Griskonis | Lituanie         | 7 min 00 s 80 | Q     |
| 4    | Mario Vekic         | Croatie          | 7 min 05 s 78 |       |
| 5    | Michał Słoma        | Pologne          | 7 min 21 s 55 |       |
| 6    | Óscar Vásquez       | Chili            | 7 min 24 s 07 |       |

#### Quart de finale 2
| Rang | Rameur                 | Pays            | Temps         | Notes |
| ---- | ---------------------- | --------------- | ------------- | ----- |
| 1    | Alan Campbell          | Grande-Bretagne | 6 min 52 s 10 | Q     |
| 2    | Marcel Hacker          | Allemagne       | 6 min 54 s 18 | Q     |
| 3    | Aleksandar Aleksandrov | Azerbaïdjan     | 6 min 56 s 36 | Q     |
| 4    | Patrick Loliger Salas  | Mexique         | 7 min 00 s 20 |       |
| 5    | Kim Dong-Yong          | Corée du Sud    | 7 min 16 s 22 |       |
| 6    | Anderson Nocetti       | Brésil          | 7 min 17 s 37 |       |

#### Quart de finale 3
| Rang | Rameur                | Pays       | Temps         | Notes |
| ---- | --------------------- | ---------- | ------------- | ----- |
| 1    | Lassi Karonen         | Suède      | 6 min 57 s 06 | Q     |
| 2    | Santiago Fernández    | Argentine  | 7 min 01 s 57 | Q     |
| 3    | Zhang Liang           | Chine      | 7 min 02 s 03 | Q     |
| 4    | Sawarn Singh          | Inde       | 7 min 11 s 59 |       |
| 5    | Kenneth Jurkowski     | États-Unis | 7 min 18 s 27 |       |
| 6    | Nour El-Din Hassanein | Égypte     | 7 min 23 s 12 |       |

#### Quart de finale 4
| Rang | Rameur            | Pays               | Temps         | Notes |
| ---- | ----------------- | ------------------ | ------------- | ----- |
| 1    | Ondřej Synek      | République tchèque | 6 min 53 s 32 | Q     |
| 2    | Ángel Fournier    | Cuba               | 6 min 54 s 12 | Q     |
| 3    | Olaf Tufte        | Norvège            | 6 min 55 s 36 | Q     |
| 4    | Henrik Stephansen | Danemark           | 6 min 55 s 95 |       |
| 5    | Mathias Raymond   | Monaco             | 7 min 20 s 16 |       |
| 6    | Mohsen Shadi      | Iran               | 7 min 32 s 72 |       |

### Demi-finales

#### Demi-finale E/F
Les trois premiers se qualifient pour la finale E, les autres pour la finale F.

##### Demi-finale 1
| Rang | Rameur               | Pays      | Temps         | Notes |
| ---- | -------------------- | --------- | ------------- | ----- |
| 1    | So Sau Wah           | Hong Kong | 7 min 44 s 20 | Q     |
| 2    | Víctor Aspillaga     | Pérou     | 7 min 53 s 76 | Q     |
| 3    | Roberto López        | Salvador  | 7 min 57 s 89 | Q     |
| 4    | Hamadou Djibo Issaka | Niger     | 9 min 07 s 99 |       |

##### Demi-finale 2
| Rang | Rameur                 | Pays           | Temps         | Notes |
| ---- | ---------------------- | -------------- | ------------- | ----- |
| 1    | Wang Ming-Hui          | Taipei chinois | 7 min 33 s 18 | Q     |
| 2    | Vladislav Yakovlev     | Kazakhstan     | 7 min 33 s 29 | Q     |
| 3    | James Fraser Mackenzie | Zimbabwe       | 7 min 33 s 81 | Q     |
| 4    | Paul Etia Ndoumbe      | Cameroun       | 7 min 35 s 48 |       |
| 5    | Aymen Mejri            | Tunisie        | 7 min 58 s 48 |       |

#### Demi-finales C/D
Les trois premiers se qualifient pour la finale C, les autres pour la finale D.

##### Demi-finale 1
| Rang | Rameur          | Pays         | Temps         | Notes |
| ---- | --------------- | ------------ | ------------- | ----- |
| 1    | Mario Vekic     | Croatie      | 7 min 33 s 51 | Q     |
| 2    | Sawarn Singh    | Inde         | 7 min 36 s 25 | Q     |
| 3    | Mathias Raymond | Monaco       | 7 min 38 s 17 | Q     |
| 4    | Kim Dong-Yong   | Corée du Sud | 7 min 48 s 09 |       |
| 5    | Óscar Vásquez   | Chili        | 7 min 57 s 36 |       |
| 6    | Mohsen Shadi    | Iran         | 8 min 20 s 29 |       |

##### Demi-finale 2
| Rang | Rameur                | Pays       | Temps         | Notes |
| ---- | --------------------- | ---------- | ------------- | ----- |
| 1    | Henrik Stephansen     | Danemark   | 7 min 29 s 76 | Q     |
| 2    | Patrick Loliger Salas | Mexique    | 7 min 29 s 82 | Q     |
| 3    | Michał Słoma          | Pologne    | 7 min 39 s 00 | Q     |
| 4    | Nour El-Din Hassanein | Égypte     | 7 min 44 s 53 |       |
| 5    | Anderson Nocetti      | Brésil     | 7 min 54 s 18 |       |
| 6    | Kenneth Jurkowski     | États-Unis | 7 min 56 s 51 |       |

#### Demi-finales A/B
Les trois premiers se qualifient pour la finale A, les autres pour la finale B.

##### Demi-finale 1
| Rang | Rameur              | Pays             | Temps         | Notes |
| ---- | ------------------- | ---------------- | ------------- | ----- |
| 1    | Mahé Drysdale       | Nouvelle-Zélande | 7 min 18 s 11 | Q     |
| 2    | Lassi Karonen       | Suède            | 7 min 19 s 77 | Q     |
| 3    | Marcel Hacker       | Allemagne        | 7 min 22 s 07 | Q     |
| 4    | Ángel Fournier      | Cuba             | 7 min 30 s 19 |       |
| 5    | Mindaugas Griskonis | Lituanie         | 7 min 31 s 72 |       |
| 6    | Olaf Tufte          | Norvège          | 7 min 35 s 31 |       |

##### Demi-finale 2
| Rang | Rameur                 | Pays               | Temps         | Notes |
| ---- | ---------------------- | ------------------ | ------------- | ----- |
| 1    | Ondřej Synek           | République tchèque | 7 min 16 s 58 | Q     |
| 2    | Alan Campbell          | Grande-Bretagne    | 7 min 18 s 92 | Q     |
| 3    | Aleksandar Aleksandrov | Azerbaïdjan        | 7 min 20 s 80 | Q     |
| 4    | Santiago Fernández     | Argentine          | 7 min 29 s 68 |       |
| 5    | Zhang Liang            | Chine              | 7 min 31 s 52 |       |
| 6    | Tim Maeyens            | Belgique           | 7 min 39 s 78 |       |

### Finales

#### Finale F
| Rang | Rameur               | Pays     | Temps         | Notes |
| ---- | -------------------- | -------- | ------------- | ----- |
| 1    | Aymen Mejri          | Tunisie  | 7 min 33 s 62 |       |
| 2    | Paul Etia Ndoumbe    | Cameroun | 7 min 46 s 23 |       |
| 3    | Hamadou Djibo Issaka | Niger    | 8 min 53 s 88 |       |

#### Finale E
| Rang | Rameur                 | Pays           | Temps         | Notes |
| ---- | ---------------------- | -------------- | ------------- | ----- |
| 1    | So Sau Wah             | Hong Kong      | 7 min 29 s 35 |       |
| 2    | Wang Ming-Hui          | Taipei chinois | 7 min 33 s 28 |       |
| 3    | Víctor Aspillaga       | Pérou          | 7 min 35 s 88 |       |
| 4    | Vladislav Yakovlev     | Kazakhstan     | 7 min 36 s 14 |       |
| 5    | Roberto López          | Salvador       | 7 min 41 s 32 |       |
| 6    | James Fraser Mackenzie | Zimbabwe       | 7 min 46 s 49 |       |

#### Finale D
| Rang | Rameur                | Pays         | Temps         | Notes                  |
| ---- | --------------------- | ------------ | ------------- | ---------------------- |
| 1    | Anderson Nocetti      | Brésil       | 7 min 25 s 03 |                        |
| 2    | Nour El-Din Hassanein | Égypte       | 7 min 27 s 19 |                        |
| 3    | Kim Dong-Yong         | Corée du Sud | 7 min 27 s 94 |                        |
| 4    | Mohsen Shadi          | Iran         | 7 min 31 s 42 |                        |
| 5    | Óscar Vásquez         | Chili        | 7 min 36 s 79 |                        |
| –    | Kenneth Jurkowski     | États-Unis   |               | N'a pas pris le départ |

#### Finale C
| Rang | Rameur                | Pays     | Temps         | Notes |
| ---- | --------------------- | -------- | ------------- | ----- |
| 1    | Henrik Stephansen     | Danemark | 7 min 19 s 62 |       |
| 2    | Patrick Loliger Salas | Mexique  | 7 min 20 s 10 |       |
| 3    | Mario Vekic           | Croatie  | 7 min 27 s 60 |       |
| 4    | Sawarn Singh          | Inde     | 7 min 29 s 66 |       |
| 5    | Michał Słoma          | Pologne  | 7 min 34 s 98 |       |
| 6    | Mathias Raymond       | Monaco   | 7 min 36 s 35 |       |

#### Finale B
| Rang | Rameur              | Pays      | Temps         | Notes |
| ---- | ------------------- | --------- | ------------- | ----- |
| 1    | Ángel Fournier      | Cuba      | 7 min 11 s 17 |       |
| 2    | Mindaugas Griskonis | Lituanie  | 7 min 15 s 32 |       |
| 3    | Olaf Tufte          | Norvège   | 7 min 18 s 15 |       |
| 4    | Santiago Fernández  | Argentine | 7 min 20 s 40 |       |
| 5    | Zhang Liang         | Chine     | 7 min 25 s 64 |       |
| 6    | Tim Maeyens         | Belgique  | 7 min 27 s 51 |       |

#### Finale A
| Rang                                | Rameur                 | Pays               | Temps         | Notes |
| ----------------------------------- | ---------------------- | ------------------ | ------------- | ----- |
| Médaille d'or, Jeux olympiques      | Mahé Drysdale          | Nouvelle-Zélande   | 6 min 57 s 82 |       |
| Médaille d'argent, Jeux olympiques  | Ondřej Synek           | République tchèque | 6 min 59 s 37 |       |
| Médaille de bronze, Jeux olympiques | Alan Campbell          | Grande-Bretagne    | 7 min 03 s 28 |       |
| 4                                   | Lassi Karonen          | Suède              | 7 min 04 s 04 |       |
| 5                                   | Aleksandar Aleksandrov | Azerbaïdjan        | 7 min 09 s 42 |       |
| 6                                   | Marcel Hacker          | Allemagne          | 7 min 10 s 21 |       |

## Sources
- Site officiel de Londres 2012
- (en) Site de la fédération internationale d'aviron
- (en) « Programme des compétitions »(Archive.org • Wikiwix • Archive.is • Google • Que faire ?)